# 단거리 탄도 미사일

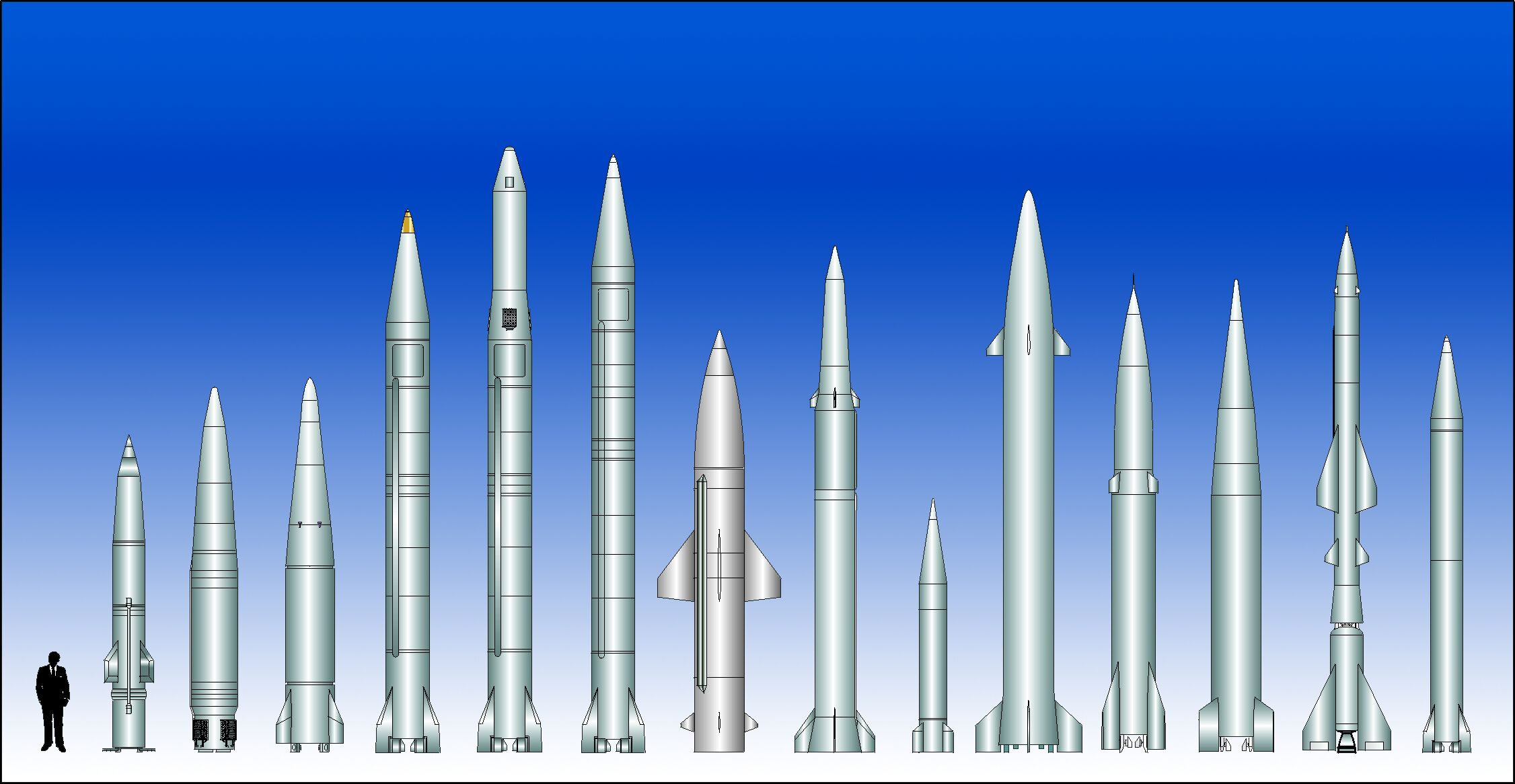

단거리탄도유도탄(短距離彈道誘導彈, 영어: Short-range ballistic missile, SRBM)은 사거리 1000 km 이하인 탄도유도탄을 말한다.

## 비교
미국 미사일 방어국의 구분이다.
- 단거리 탄도 미사일(SRBM): 사거리 1000 km 이하
- 준중거리 탄도 미사일(MRBM): 사거리 1000-3000 km
- 중거리 탄도 미사일(IRBM): 사거리 3000-5500 km
- 대륙간 탄도 미사일(ICBM): 사거리 5500 km 초과

## 전세계 SRBM
- V-2 로켓 (300 km)  독일
- 플루톤 미사일 (120 km)  프랑스
- 하데스 미사일 (480 km)  프랑스
- 스커드 미사일 (300–700 km)  러시아
- 오카 미사일 (500 km)  러시아
- 이스칸데르 미사일 (500 km)  러시아
- DF-11 (350 km)  중화인민공화국
- DF-15 (600 km)  중화인민공화국
- 프리트비 미사일  인도
  - 프리트비1 (150 km)  인도
  - 프리트비2 (250–350 km)  인도
  - 프리트비3 (350–750 km)  인도
- 아그니 1호 (700–800 km)  인도
- 샤우랴 미사일 (600–700 km)  인도
- 간즈나브 미사일 (290 km)[1]  파키스탄
- 압달리 1호 (200 km)  파키스탄
- 예리코 2호 (500 km)  이스라엘
- LORA (250 km)  이스라엘
- 파테-110 (300 km)  이란
- 샤하브-1 (350 km)  이란
- 샤하브-2 (750 km)  이란
- 키암 1호 (700–800 km)  이란
- J-600T Yıldırım I (150 km)  튀르키예
- J-600T Yıldırım II (300 km)  튀르키예
- 현무1 미사일 (180 km)  대한민국
- 현무2A 미사일 (300 km)  대한민국
- 현무2B 미사일 (500 km)  대한민국
- 현무2C 미사일 (800 km)  대한민국
- 현무4 미사일 (800 km)  대한민국
- Sky Spear (120~300 km)  중화민국
- MGM-52 랜스 (70–120 km)  미국
- PGM-11 레드스톤 (92–323 km)  미국
- 에이태킴스 미사일 (300 km)  미국
- KN-02 미사일 (160 km)  조선민주주의인민공화국
- 화성 5호 (350 km)  조선민주주의인민공화국
- 화성 6호 (750 km)  조선민주주의인민공화국
- 부르칸 H2 (850 km)  예멘
- 알후세인 (644 km)  이라크

## 같이 보기
- SRBM
- MRBM
- IRBM
- ICBM